# Masoala (genre)
Genre
Classification phylogénétique
Espèces de rang inférieur
- Masoala kona
- Masoala madagascariensis

Masoala est un genre de plantes de la famille des Arecaceae (Palmiers) comportant des espèces originaires de Madagascar.

## Classification
- Famille des Arecaceae
  - Sous-famille des Arecoideae
    - Tribu des Areceae
      - Sous-tribu des Dypsidinae

Ce genre partage sa sous-tribu avec les genres suivant:  Dypsis, Chrysalidocarpus, Vonitra, Lemurophoenix, Marojejya .

## Taxonomie
Le genre a été décrit par Henri Lucien Jumelle et publié en 1933 dans les Annales du Musée colonial de Marseille,.
Étymologie
Masoala : nom générique d’après le nom de la Péninsule de Masoala au nord-est de Madagascar, où la plante a été découverte pour la première fois.

## Espèces
- Masoala kona Beentje, in J.Dransfield & H.Beentje, Palms Madagascar: 425 (1995).
- Masoala madagascariensis Jum., Ann. Inst. Bot.-Géol. Colon. Marseille, V, 1(1): 8 (1933).